# Campionatele europene de gimnastică feminină din 1961

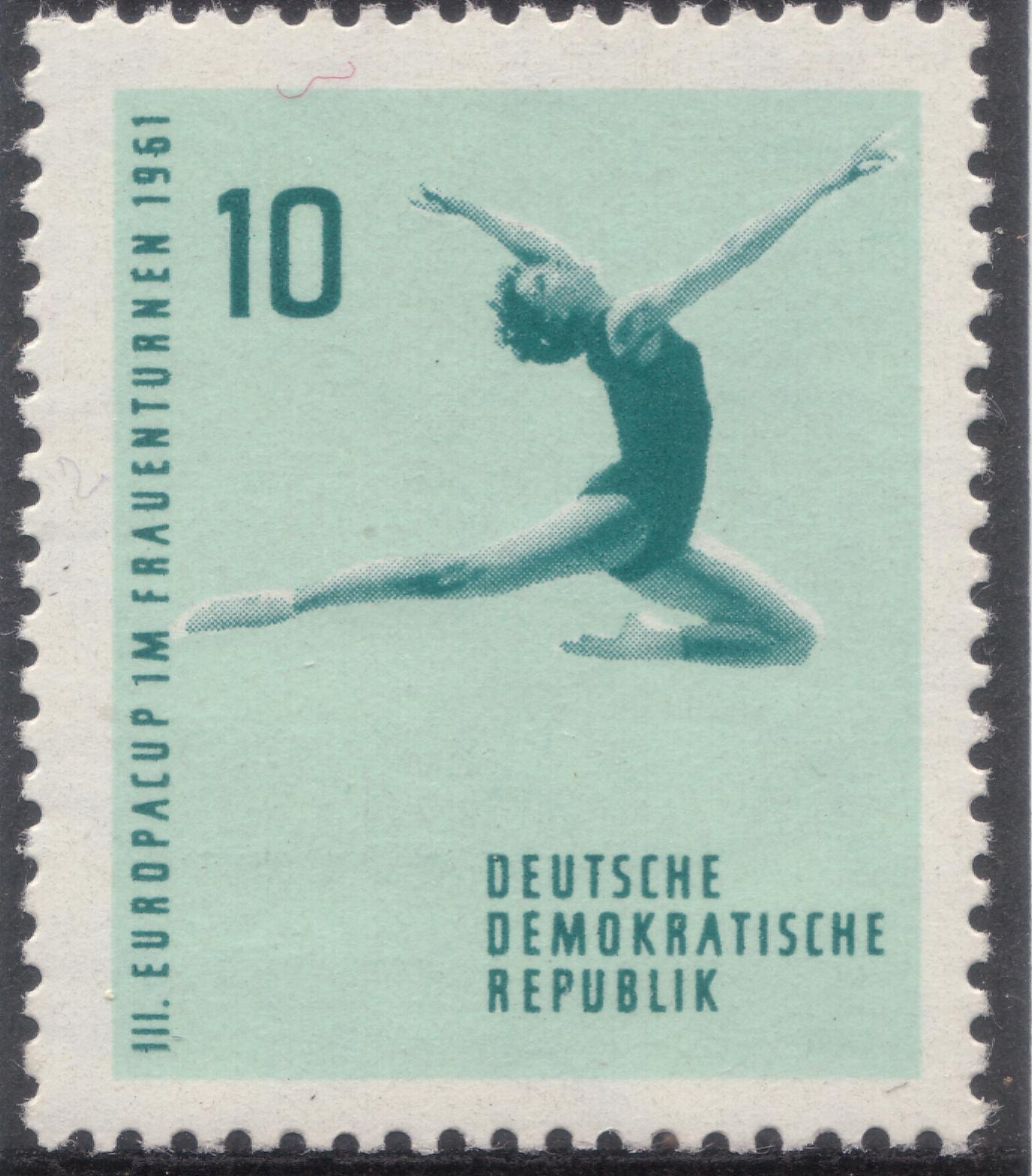
European Cup of Women's Gymnastics (DDR)

Campionatele europene de gimnastică feminină din 1961, care au reprezentat a treia ediție a competiției gimnasticii artistice feminine a "bătrânului continent", au avut loc în orașul Leipzig din Germania.
Datorită valorii mondiale a gimnasticii europene, campionatele europene de gimnastică feminină au coincis, pentru foarte mulți ani, cu replica sa mondială.